# Аспудден (станція метро)
59°18′20″ пн. ш. 18°00′03″ сх. д. / 59.305556° пн. ш. 18.000833° сх. д.
«Аспудден» (швед. Aspudden) — станція Червоної лінії Стокгольмського метрополітену, обслуговується потягами маршруту Т13.
Станцію було відкрито 5 квітня 1964 року у складі першої черги Червоної лінії, від Т-Сентрален до Ернсберга, з відгалуженням до Фруенген. 

Відстань до Слюссена становить 4,7 км.
Пасажирообіг станції в будень — 5,750 осіб (2019)

Розташування: мікрорайон Аспудден, Седерорт.  
Конструкція: односклепінна станція глибокого закладення (тбіліського типу) з однією острівною прямою платформою.

## Операції
| Попередня станція       | Лінія | Лінія     | Лінія | Наступна станція     |
| ----------------------- | ----- | --------- | ----- | -------------------- |
| Лільєгольмен до Ропстен |       | Лінія T13 |       | Ернсберг до Норсборг |